# La Guitare : « Statue d'épouvante »
La Guitare : « Statue d’épouvante » est une œuvre de Georges Braque, réalisée en novembre 1913, en pleine période dite des papiers collés, qui ne sont pas des  collages, mais une invention de Braque.

## Historique
Utilisant des procédés qu'il avait déjà expérimentés dans son métier de peintre-décorateur, Georges Braque s'est lancé dès 1911 dans l'utilisation de papiers qu'il superpose à ses peintures en choisissant des papiers de décoration. À l'époque où Nicole Worms de Romilly rédigeait le catalogue raisonné des travaux de Georges Braque, l'œuvre appartenait encore à une collection privée. Elle a, depuis, rejoint le Musée Picasso de Paris.
La toile tient son titre d'un morceau d'affiche dont on lit clairement le titre Statue d'épouvante.  Elle a fait partie de la collection Kahnweiler, assez honteusement dépouillée par les frères Léonce Rosenberg, Paul Rosenberg lors de l'estimation à la vente aux enchères des œuvres de la collection Kahnweiler à l'Hôtel Drouot en 1921 et 1923. 
Avant la Grande guerre, Braque produisait ses papiers découpés en utilisant des mots imprimés qu'il fabriquait lui-même au pochoir ou bien qu'il découpait dans des journaux et qui donnaient un titre à ses œuvres. Ainsi, pour distinguer ses compositions, il a utilisé des mots comme BAL, Valse, Bach, Mozart, Kubelick, vin, marc et bien d'autres.

## Description
Georges Braque introduit dans cette œuvre un objet ayant une réalité matérielle distincte de la réalité strictement picturale, jouant à la fois comme référence à ce qu’il représente et comme surface colorée. La plupart de ces inscriptions, néanmoins lisible, sont incomplètes ou tronquées, agissant comme des synecdoques, elles participent à l'iconographie au second degré. On retrouve l’espace ovale vu en largeur, déjà utilisé dans plusieurs peintures de la même époque, qui resserre la composition et peut également être une métaphore de la table, couverte d’objets. Mais l’ellipse dessinée au fusain et cernée de gouache, est ici inscrite par le peintre dans le rectangle traditionnel, les marges signalant un cadre
Au centre du tableau figure une guitare dont la forme est découpée dans un papier  rehaussé d’un dessin au fusain qui explicite la signification de la découpe : corde et rosace de l’instrument. Une ligne intervient pour souligner de blanc le volume de la caisse. Le fusain définit également des plans pouvant être interprétés comme des feuilles de papier, affiches ou portées musicales. Un verre à pied est dessiné comme la partition de musique voisine. Jean Laude remarquait que, privées de leurs notes, ces portées musicales fonctionnaient comme « un écho des cordes de l’instrument ». Parmi les prospectus annonçant des spectacles, on en remarque un, évoqué par de grandes lettres dessinées imitant celles qu’on obtient au pochoir, introduisant le mot « CONCERT ». Braque est d’ailleurs le premier à introduire la lettre d’imprimerie dans la peinture. On en distingue un autre, bien réel, collé sur le papier du fond, donnant le programme d’une représentation du « Trivoli-Cinema » de Sorgues.
Les autres papiers collés, l’un noir, l’autre faux bois de commerce, agissent comme surfaces colorées. Ils constituent un autre jeu sur les différents niveaux de réalité. Le choix d’un papier faux-bois se réfère au matériau dans lequel l’instrument est construit. Le recours au peigne à peindre le faux-bois et à la technique du faux-marbre dans la peinture est due à Braque.

## Expositions
- Le Cubisme, Centre national d'art et de culture Georges-Pompidou, Paris, 2018-2019.